# 海洋環保計劃
海洋環保計劃（英語：Project AWARE），屬於由義工自願水肺潛水人員，註冊成為非營利組織，它們兩項主要重點議題是「瀕臨絕種的鯊魚」(Sharks in Peril)，以及「清除海洋垃圾」(Marine Debris)的問題，與此同時，已有180個國家運作的。

## 背景
該基金會在1989年，由專業潛水指導委員會發起設立直至2008年，該會辦事處日本、瑞士、澳大利亞、英國和美國等地區，已成為最大地理營運環保組織。

## 活動
該會還在年報披露了有關義工工作處理相關事件，包括參與打擊海洋垃圾潛水計畫(Diving Against Debris)、重植珊瑚救海洋、捐錢等。